# Ascozonus parvisporus
Ascozonus parvisporus är en svampart som beskrevs av Renny 1874. Ascozonus parvisporus ingår i släktet Ascozonus och familjen Thelebolaceae.   Inga underarter finns listade i Catalogue of Life.